# Fluffer (film)
Pour plus de détails, voir Fiche technique et Distribution.
Fluffer (The Fluffer) est un film américain réalisé par Richard Glatzer et Wash Westmoreland, sorti en 2001.

## Synopsis
Sean est un jeune homme passionné de classiques du cinéma. Un soir qu'il a loué Citizen Kane, il se rend compte d'une erreur : ce n'est pas le film prévu mais un film pornographique gay, Citizen Cum. Il devient fasciné par l'acteur principal, Johnny Rebel. Il décide d'aller postuler pour un emploi au studio de productions de ses films. Il est engagé comme caméraman. Un jour que Johnny Rebel a une défaillance, Sean remplace son fluffer habituel pour le remettre en forme pour le tournage. Sean tombe amoureux de lui.
Sean découvre vite que Johnny, de son vrai nom Mikey, est hétérosexuel. Il a une petite amie, Julie, qui travaille comme danseuse dans un bar, le Legg's. Mikey est de plus narcissique, impulsif et violent. Sean reste sous son emprise, jusqu'à le suivre dans sa cavale au Mexique quand il est soupçonné de meurtre.

## Fiche technique
- Titre original : The Fluffer
- Titre français : Fluffer
- Réalisation : Richard Glatzer et Wash Westmoreland
- Scénario : Wash Westmoreland
- Photographie : Mark Putnam
- Montage : John Binninger
- Musique : The Bowling Green
- Société de production : Fluff and Fold LLC
- Sociétés de distribution : TLA Releasing
- Langues : anglais
- Format : Couleur - 1.85 : 1 - son Dolby SR
- Genre : Film dramatique
- Durée : 95 minutes
- Dates de sortie[1] :
  - États-Unis : 16 novembre 2001
  - France : 13 octobre 2005

## Distribution
- Scott Gurney : Mikey Racini (alias Johnny Rebel)
- Michael Cunio : Sean McGinnis
- Roxanne Day : Julie Desponsio (alias Babylon)
- Taylor Negron : Tony Brooks
- Richard Riehle : Sam Martins
- Tim Bagley : Alan Dieser
- Adina Porter : Silver
- Ruben Madera : Hector Flores
- Josh Holland : Brian
- Mickey Cottrell : la tante au bar / Ralph Shifflett
- Guinevere Turner : l'employée du magasin de vidéos
- Robert Walden : Herman Lasky (alias Chad Cox)
- Deborah Harry : Marcella
- Heather Shannon Ryan : l'actrice de Los Angeles
- David Pevsner : le directeur de casting
- Gale Van Cott : la directrice de casting
- Sharon McCormick : la mère de Sean
- Andy Zeffer : Rick Daniels
- Penn Badgley : Sean jeune
- Stephen Michael Pace : Jeb Gordon
- Zach Richards : lui-même
- Derek Cameron : lui-même
- John Sylla : Rex Johnson
- Chad Donovan : lui-même
- Thomas Lloyd : lui-même
- Squishy : Stacia
- Jim Steel : le barman
- Chi Chi LaRue : lui-même
- Karen Dior : elle-même
- Bradley Picklesheimer : elle-même
- Louis Re : lui-même
- Jay Lyons : lui-même
- Chris Green : lui-même
- Ron Jeremy : lui-même
- Ké : le Go-Go Boy
- Lori Alan : Harmony
- Christopher Carroll : l'homme d'affaires au Legg's
- Cole Tucker : lui-même
- Rob Rumsey : le jeune homme sur un sling
- Johanna Went : la manifestante anti-avortement
- Judith Benezra : la policière
- Trev Broudy : journaliste pour la télévision
- Franklin Hernandez : le Mexicain
- Katherine Connella : (voix)
- John D. Genovese : un client au club
- Michael Szymanski : danseur
- Selene Luna : danseuse à la fête (non créditée)
- Tyler Roberts : lui-même (non crédité)

## Autour du film
Les réalisateurs ont déclaré qu'ils souhaitaient raconter l'histoire d'un amour à sens unique, une relation inégalitaire, comme dans les films Lettre d'une inconnue, La Fureur de vivre ou Macadam Cowboy.
Dans la chambre de Sean, on voit une affiche du film Les Roseaux sauvages d'André Téchiné. Ce film sur un adolescent qui découvre son homosexualité est un indice de l'orientation sexuelle de Sean dès le début du film,. Le film contient des clins d'œil à des films comme Le Lauréat ou My Hustle d'Andy Warhol.
L'un des réalisateurs, Wash Westmoreland, est aussi réalisateur de films pornographiques gays. Il a écrit le scénario en se fondant sur son expérience du milieu, et le film contient une séquence de fête pour l'anniversaire de Chi Chi LaRue, où ce réalisateur tient son propre rôle et chante Cherry Bomb de Joan Jett. Diverses personnalités du cinéma pornographique américain apparaissent également.
Certains éléments peuvent rappeler un de ses films, Naked Highway. C'est en regardant une vidéo pornographique que le personnage principal décide de retrouver l'un des acteurs. Mais Fluffer n'est pas un film pornographique, et donne une image désabusée du milieu. À la fin, alors que Sean s'en va, seul, il lit la lettre d'un fan à Johnny Rebel : cette scène démystifie le personnage de la « star du porno » qui fascine ses fans, mais qui n'est en fait que la projection de leurs fantasmes.

## Box-office
Recettes
- États-Unis ~ 563 373 $ US[1]

## Récompenses
- GayVN Awards 2003 : meilleure sortie alternative[5]